# Procul, o procul este, profani
 Procul, o procul este, profani лат. (изговор: прокул, о прокул есте, профани). Далеко, о далеко будите , непросвијећени. (Вергилије)

## Поријекло изреке
Ову изреку је изрекао велики антички  пјесник Вергилије у првом вијеку прије нове ере.

## Тумачење
Непросвјећеност је највећа пошаст просвијећености. Са другим мукама ће се просвијећени човјек увијек лакше изборити.